# 누지

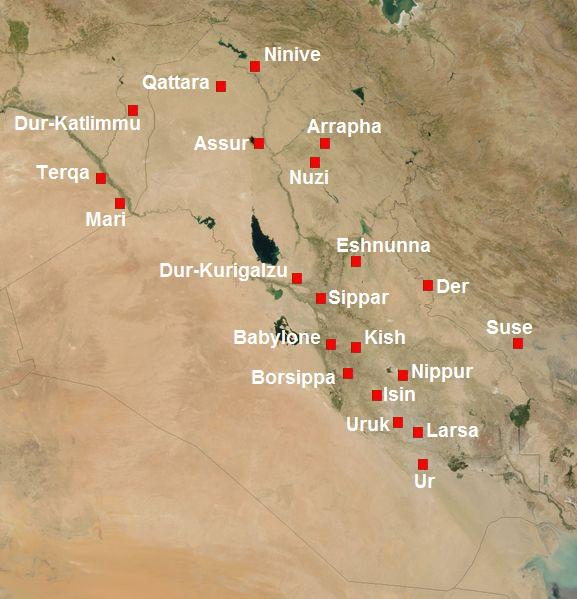
기원전 두 번째 천년의 메소포타미아

누지(또는 누주; 아카드어 가수르; 현재 이라크의 요르간 테페)는 티그리스강과 가까운 이라크 키르쿠크의 남서쪽에 위치한 고대 메소포타미아의 도시이다.
아카드(c. 2334 BC ~ 2154 BC) 시대에 그곳은 가수르라 불렸지만 기원전 1500년경까지는 후르족이 도시를 점령하고 그 이름을 누지로 바꾸고 번영하는 공동체와 중요한 행정 중심을 건설하였다. 기원전 1500년에서 1350년까지 아시리아에 병합되기 전까지 누지는 미탄니의 강력한 후르 왕국의 외곽에 있었다.

## 고고학
1925년 유적의 발굴은 선사시대에서부터 고대로마, 파르티아, 사산제국에 이르기까지 의 소재와 가장 중요하게 아카드어 설형문자로 기록된 4,000점의 점토판을 제공하였다. 이들은 소중한 도시의 법적, 상업적 그리고 군사적 활동에 관한 식견을 제공하였다. 그들은 고대 근동의 문화를 많이 밝혀내었다. 그중에는 창세기의 라반과 제이콥의 이야기의 초기 버전이 포함되어 있었다.

## 같이 보기
- 누지 문서